# Ольга (балет)
«Ольга» — балет на 2 дії українського композитора Євгена Станковича на лібрето Юрія Іллєнка, написаний 1981 року.

## Прем'єра
Прем'єра балету відбулася в Національному академічному театрі опери та балету України імені Тараса Шевченка 19 березня 1982 року з нагоди святкування 1500-річчя Києва. Постановку здійснили диригент Стефан Турчак, хореографом Анатолій Шекера, художник Федір Нірод . Після смерті Стефана Турчака в 1988 році балет поступово зник з репертуару театру. В основі сюжету — історична постать княгині Ольги, її особиста драма (в інтерпретації Ілленка, князь Ігор став небажаним чоловіком, а коханим чоловіком княгині був простолюдин Рус, справжній батько Святослава), хрещення та князювання.

## Постановка Дніпровського театру опери та балету
У 2010 році балет був поставлений у Дніпропетровському театрі опери та балету.

### Постановочна група
Постановочна група: балетмейстер — Олег Ніколаєв, заслужений артист України; диригент — Юрій Пороховник, заслужений діяч мистецтв України; декорації та костюми — Дар'ї Білої, хормейстер — В. Пучков-Сорочинський, заслужений діяч мистецтв України.

### Про постановку
Диригент Юрій Пороховник з дозволу Євгена Станковича додав до партитури фрагменти з інших творів композитора — «Вікінгів» та Літургії і скомпонував свою музичну версію балету. Вистава вийшла переконливою оповіддю про видатну особистість, діяння якої визначили долю народу і країни. Створене Олегом Ніколаєвим (балетмейстером) нове лібрето балету з афішною назвою «Княгиня Ольга» зумовило хореографічний стиль спектаклю, що тяжіє до патетичної епічності та монументальності. О.Ніколаєв виявив себе як майстер хореографічної мініатюри. У його інтерпретації балет складається з восьми цілком завершених епізодів, кожен з них сповнений яскравих метафор. Користуючись сучасними досягненнями танцювального симфонізму і поліфонії, балетмейстер ооб'єднав всі танці в розгорнуту композицію.

### Сюжет[7]
Перша дія складається з трьох динамічних картин: дитинство, кохання — юність та дорослішання — шлюб Ольги, що відтворюють обставини формування характеру майбутньої княгині. Ольга-дитина, яка мало не потрапила в полон, — стривожена і стрімка; Ольга-дівчина, яка зустрічає перше кохання, — щира і кмітлива; Ольга-наречена — велична красуня.
Друга дія — це своєрідна ескізна оповідь про Ольжине князювання, найважливішим моментом якого стала поїздка до Константинополя та прийняття православ'я. За допомогою затемнення та підняття задньої завіси, змінюються картини — минають роки, пунктир історії виглядає переконливим і зрозумілим. Кульмінаційна сцена — фінал-апофеоз, у якому Ольга, подібно до Мадонни на хрестоподібній іконі-декорації, тримає на руках малого онука Володимира.

### Додаткові факти
- 12 вересня 2020 року в межах VI Міжнародного фестивалю мистецтв «Anne de Kyiv Fest» відбулась пряма трансляція балету «Княгиня Ольга» Дніпропетровського театру опери і балету, яку можна було подивитися у Києві на Михайлівський площі та у місті Луцьку. Для жителів Дніпра трансляція велася на YouTube.[9] Ролі виконували: княгиня Ольга — Катерина Шмигельська, князь Ігор — Олексій Чорич, князь Святослав — Євген Кучвар, князь Олег — Вадим Кащеєв, Патріарх Візантійський — Ігор Касьян.[10]